# Hans Freiherr von Berlepsch

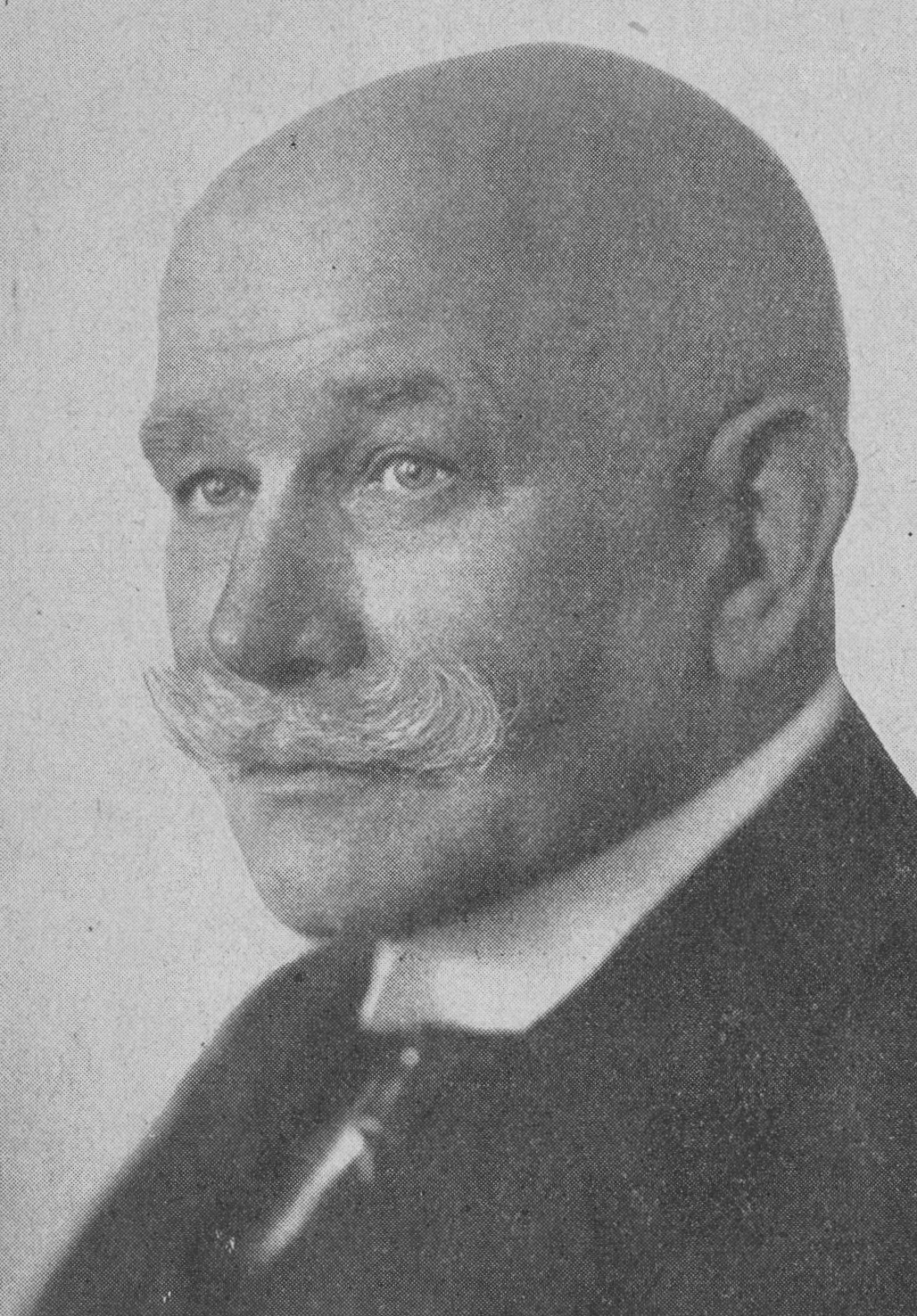
Hans Freiherr von Berlepsch, 1927

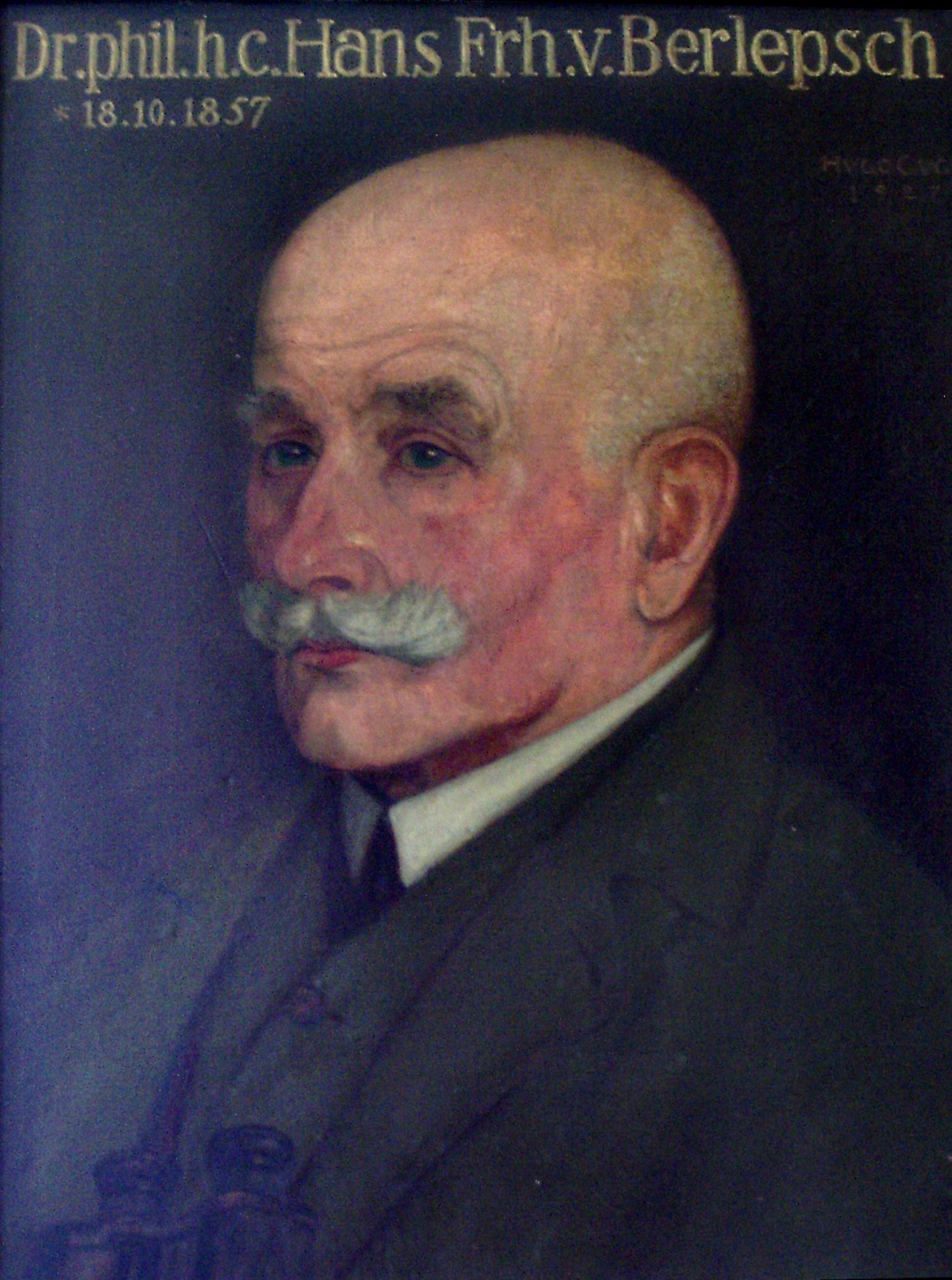
Porträt des Freiherrn Hans von Berlepsch auf einem Gemälde

Karl Rudolf Hans Freiherr von Berlepsch (* 18. Oktober 1857 in Seebach, Provinz Sachsen; † 2. September 1933 ebenda) war ein deutscher Berufsoffizier und Ornithologe. 

## Leben
Seine Eltern waren Rudolf Sittig Gottlob von Berlepsch (1825–1884) und Pauline geb. Barthels. Er hatte noch 2 Brüder. Sein Onkel war August von Berlepsch.
Hans Freiherr von Berlepsch war nach dem Abitur 1879 in den Militärdienst eingetreten und wurde 1918 im Range eines Oberstleutnants aus ihm entlassen.
Berlepsch gilt als einer der Begründer des wissenschaftlichen und praktischen Vogelschutzes, wobei er seine Forschungen mit der materiellen Grundlage seines Schloßgutes Seebach verband. Er begeisterte sich schon früh für Vögel und deren Schutz. 1877 legte er erste Vogelschutzgehölze an und begann mit der Umgestaltung des Seebacher Schlossparkes. Dabei realisierte er selbstgesetzte Anforderungen des Vogelschutzes. Er beschäftigte sich zeitlebens auch mit der Bereitstellung von Nisthilfen und mit der Winterfütterung von Vögeln. So konzipierte er erste Nistkästen (darunter die „von Berlepsche Nisthöhle“), wintersichere Vogelhäuschen und die Futterglocke. Anregungen bekam er auf seinen zahlreichen Reisen ins nahe und ferne Ausland. Er bereiste bereits 1883/84 Nordafrika, unternahm 1886 eine umfangreiche Südamerikareise, besuchte immer wieder Italien und die Schweiz und nahm 1908 an der 3. wissenschaftlich-ornithologischen Reise nach Norwegen, Spitzbergen und auf die Bäreninsel teil. Ins nördliche Eismeer und auf die Insel Nowaja Semlja ging es noch einmal 1909/1910. Von Berlepsch hat maßgeblich dazu beigetragen, dass 1908 das „Vogelschutz-Gesetz für das Deutsche Reich“ verkündet werden konnte. Das Seebacher Schloss wurde 1908 durch die Königlich-Preußische Landes-Regierung „Staatlich anerkannte Versuchs- und Musterstation für Vogelschutz“, was auch mit Förderung aus öffentlichen Mitteln verbunden war. Danach ließ von Berlepsch, „der Vogelbaron“, Seebach weiter nach ornithologischen Gesichtspunkten umbauen. So entstanden z. B. über 100 künstliche Nistgelegenheiten. Ein wissenschaftlicher Leiter der Versuchsstation und mehrere Gehilfen wurden eingestellt, zu deren Aufgaben die regelmäßige Durchführung von Lehrgängen zur Vermittlung der ideellen und praktischen Fragen des Vogelschutzes gehörte. Seine Gedanken zur Vogelschutzfrage legte von Berlepsch in dem Werk „Der gesamte Vogelschutz“ nieder, das ständig erweitert in 12 Auflagen erschien und in 6 Sprachen übersetzt wurde. Er verwirklichte auf seinem Gebiet den Leitgedanken des Hauses Seebach „Können ist Wissen und Wissen ist Arbeit“.
Von Berlepsch hat zusammen mit seinen profilierten Mitarbeitern die Grundlagen dafür gelegt, dass Seebach 1936 im Rahmen der neuen Naturschutzverordnung der offizielle Titel „Vogelschutzwarte“ verliehen werden konnte, als einer von 6 Einrichtungen im damaligen Deutschen Reich.
Sein schlichtes Grab findet sich auf dem Friedhof in Seebach. Die Inschrift auf dem Grabkreuz lautet: „Dr. h.c. Hans Frhr. v. Berlepsch. Altmeister des deutschen Vogelschutzes. 1857 - 1933“. Vor dem Grabkreuz findet sich eine in den Boden eingelassene Vogeltränke.

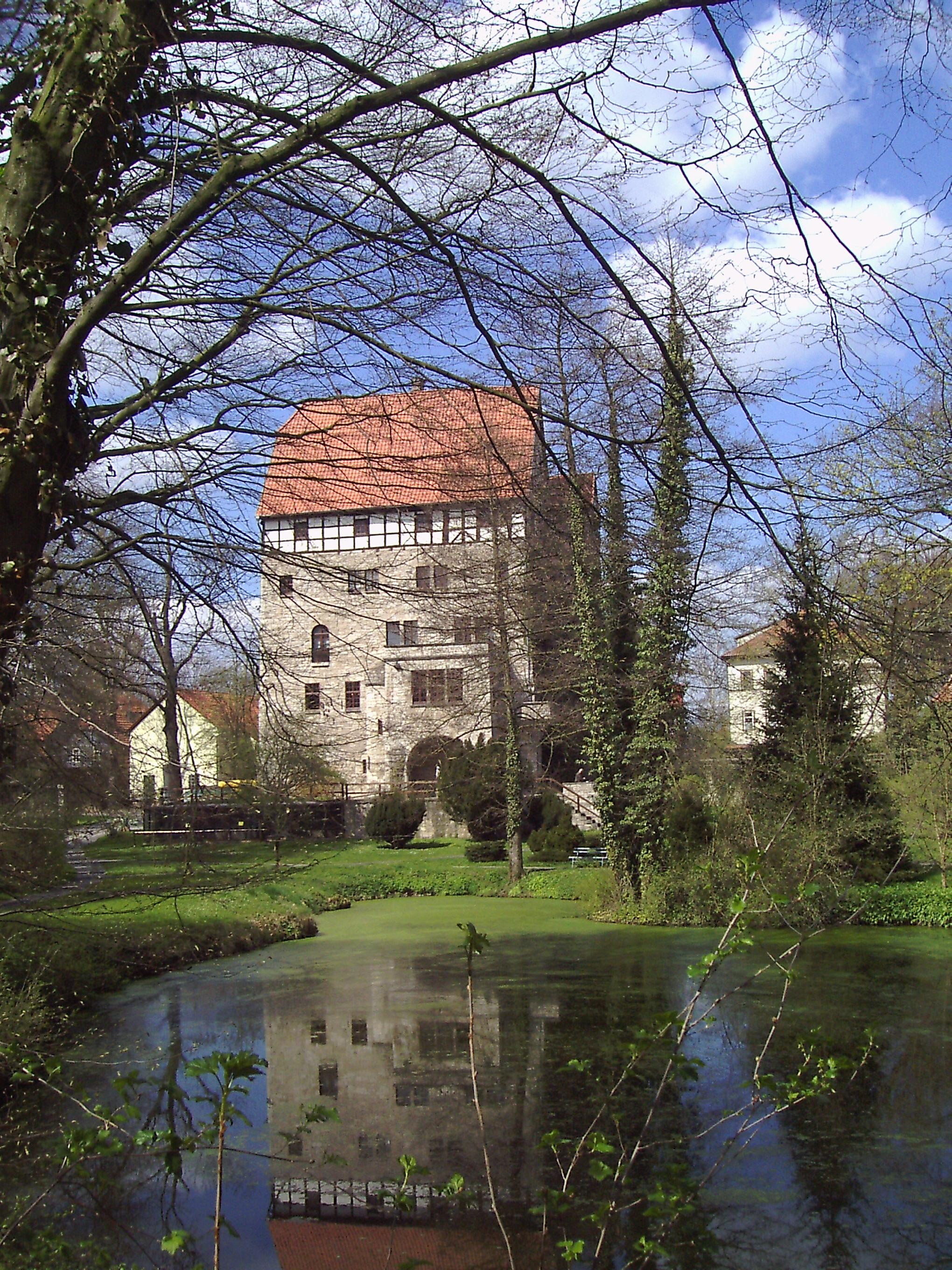
Das von Berlepsche Wasserschloss in Seebach mit Schlosspark. Renoviert um 1912

Die von Berlepsch gegründete Vogelschutzwarte wird heute vom Freistaat Thüringen als Staatliche Vogelschutzwarte Seebach betrieben.

## Ehrungen
- Ehrendoktor der Philosophischen Fakultät der Vereinigten Friedrichs-Universität Halle-Wittenberg (1923)

## Werke
- Der gesamte Vogelschutz. Seine Begründung und Ausführung. 1. Auflage. Gera-Untermhaus: Köhler 1899
- Ausgabe letzter Hand: Der gesamte Vogelschutz. Seine Begründung und Ausführung auf wissenschaftlicher, natürlicher Grundlage. 12. Auflage. Neudamm: Neumann 1929 (Enthält auch eine Autobiographie)
- Mein ornithologischer Lebenslauf. In: Journal für Ornithologie. Band 70, Nr. 2/3, 1922, S. 324–361 (biodiversitylibrary.org).